# Land van Nantes

Vlag van Bro Naoned

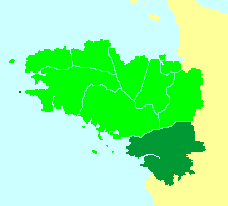
Ligging van Bro Naoned

Het land van Nantes (Bretoens : Bro Naoned) is een historische streek in Bretagne, met als centrum het bisdom Nantes.
Het grootste deel van het oude land van Nantes ligt nu in het departement Loire-Atlantique, dat niet meer bij de hedendaagse regio Bretagne hoort, maar bij de Pays de la Loire.